# Ricardo Mathias
Mathias da Silva est un nom portugais ; le premier nom de famille (d'usage facultatif) est Mathias et le second est da Silva.
 (mars 2025).
Pour les articles homonymes, voir Mathias.
Ricardo Mathias da Silva, né le 25 juillet 2006 à Nova Iguaçu au Brésil, est un footballeur brésilien qui évolue au poste de attaquant au SC Internacional.

## Biographie

### Carrière en club
Mathias naît à Nova Iguaçu, dans l’État de Rio de Janeiro. Il apprend le football en amateur dans sa ville natale avant de rejoindre en 2021 le centre de formation du Ferroviária. Dans l’année qui suit, il s’engage avec l’Internacional et est initialement intégré à l’effectif des moins de 17 ans,.
Mathias dispute son premier match professionnel en Serie A, le 11 août 2024, en remplaçant Rômulo Zwarg (en) en fin de match lors d’un nul à domicile contre l’Athletico Paranaense (2-2). Il inscrit son premier but en professionnel le 5 octobre, en inscrivant le but de l’égalisation dans les arrêts de jeu lors d’un match nul à l’extérieur contre le SC Corinthians (2-2).
Le 23 octobre 2024, il prolonge son contrat avec le club jusqu’en 2028.

### En sélection
Avec le Brésil, il participe en 2023 au Championnat de la CONMEBOL des moins de 17 ans et remporte la compétition.
Il récidive en 2025 en remportant le Championnat de la CONMEBOL des moins de 20 ans. Pendant le tournoi, il participe à deux matchs dont celui face au Chili au cours duquel il marque un but et délivre une passe décisive.

## Palmarès
- Vainqueur du Championnat de la CONMEBOL des moins de 17 ans en 2023.
- Vainqueur du Championnat de la CONMEBOL des moins de 20 ans en 2025.